# Yagoto (metropolitana di Nagoya)
Yagoto (八事駅?, Yagoto-eki) è una stazione della metropolitana di Nagoya situata nel quartiere di Shōwa-ku, nel centro di Nagoya ed è servita dalla linea Tsurumai.

## Linee
Metropolitana di Nagoya
 Linea Tsurumai
 Linea Meijō

## Struttura
La stazione, sotterranea, funge da interscambio per le linee Tsurumai, che corre da est a ovest, e Meijō da nord a sud. La prima possiede una banchina a isola con due binari passanti, mentre la seconda di due marciapiedi laterali con binari passanti al centro.
| 1 | Linea Tsurumai | per Akaike e Toyotashi                |
| 2 | Linea Tsurumai | per Fushimi, Kami-Otai e Inuyama      |
| 3 | Linea Meijō    | per Motoyama, Ōzone e Sakae           |
| 4 | Linea Meijō    | per Aratama-bashi Kanayama e Nagoyakō |

## Stazioni adiacenti
| «              | Servizio       | »                    |
| Linea Tsurumai | Linea Tsurumai | Linea Tsurumai       |
| -------------- | -------------- | -------------------- |
| Irinaka        | -              | Shiogama-guchi       |
| Linea Meijō    |                |                      |
| Yagoto Nisseki | -              | Sōgō Rihabiri Center |